# Србија на Светским првенствима у фудбалу
Фудбалска репрезентација Србије је репрезентација под контролом Фудбалског савеза Србије. ФИФА и УЕФА третирају репрезентацију Србије као наследницу репрезентација Краљевине Југославије (1918—1941, до 1921. као Краљевство СХС, 1921—1929. као Краљевина СХС), СФР Југославије (1943—1992, до 29. новембра 1945. као ДФ Југославија, 29. новембар 1945—1963. као ФНР Југославија), СР Југославије (1992—2003) и Србије и Црне Горе (2003—2006).
| Година                                                    | Коло                  | Пласман               | ИГ                    | П                     | Н                     | ИЗ                    | ГД                    | ГП                    |
| --------------------------------------------------------- | --------------------- | --------------------- | --------------------- | --------------------- | --------------------- | --------------------- | --------------------- | --------------------- |
| Краљевина Југославија (1930—1938)                         |                       |                       |                       |                       |                       |                       |                       |                       |
| 1930.                                                     | Полуфинале1           | 3. место              | 3                     | 2                     | 0                     | 1                     | 7                     | 7                     |
| 1934.                                                     | Није се квалификовала | Није се квалификовала | Није се квалификовала | Није се квалификовала | Није се квалификовала | Није се квалификовала | Није се квалификовала | Није се квалификовала |
| 1938                                                      | Није се квалификовала | Није се квалификовала | Није се квалификовала | Није се квалификовала | Није се квалификовала | Није се квалификовала | Није се квалификовала | Није се квалификовала |
| СФР Југославија (1950—1990, до 1962. као ФНР Југославија) |                       |                       |                       |                       |                       |                       |                       |                       |
| 1950.                                                     | 1. коло               | 5. место              | 3                     | 2                     | 0                     | 1                     | 7                     | 3                     |
| 1954.                                                     | Четвртфинале          | 7. место              | 3                     | 1                     | 1                     | 1                     | 2                     | 3                     |
| 1958.                                                     | Четвртфинале          | 5. место              | 4                     | 1                     | 2                     | 1                     | 7                     | 7                     |
| 1962.                                                     | Утакмица за 3. место  | 4. место              | 6                     | 3                     | 0                     | 3                     | 10                    | 7                     |
| 1966.                                                     | Није се квалификовала | Није се квалификовала | Није се квалификовала | Није се квалификовала | Није се квалификовала | Није се квалификовала | Није се квалификовала | Није се квалификовала |
| 1970.                                                     | Није се квалификовала | Није се квалификовала | Није се квалификовала | Није се квалификовала | Није се квалификовала | Није се квалификовала | Није се квалификовала | Није се квалификовала |
| 1974.                                                     | 2. коло               | 7. место              | 6                     | 1                     | 2                     | 3                     | 12                    | 7                     |
| 1978.                                                     | Није се квалификовала | Није се квалификовала | Није се квалификовала | Није се квалификовала | Није се квалификовала | Није се квалификовала | Није се квалификовала | Није се квалификовала |
| 1982.                                                     | 1. коло               | 16. место             | 3                     | 1                     | 1                     | 1                     | 2                     | 2                     |
| 1986.                                                     | Није се квалификовала | Није се квалификовала | Није се квалификовала | Није се квалификовала | Није се квалификовала | Није се квалификовала | Није се квалификовала | Није се квалификовала |
| 1990.                                                     | Четвртфинале          | 5. место              | 5                     | 3                     | 1                     | 1                     | 8                     | 6                     |
| СР Југославија (1994—2002)                                |                       |                       |                       |                       |                       |                       |                       |                       |
| 1994.                                                     | Суспендована2         | Суспендована2         | Суспендована2         | Суспендована2         | Суспендована2         | Суспендована2         | Суспендована2         | Суспендована2         |
| 1998.                                                     | 2. коло               | 9. место              | 4                     | 2                     | 1                     | 1                     | 5                     | 4                     |
| 2002.                                                     | Није се квалификовала | Није се квалификовала | Није се квалификовала | Није се квалификовала | Није се квалификовала | Није се квалификовала | Није се квалификовала | Није се квалификовала |
| Србија и Црна Гора (2006)                                 |                       |                       |                       |                       |                       |                       |                       |                       |
| 2006.                                                     | 1. коло               | 32. место             | 3                     | 0                     | 0                     | 3                     | 2                     | 10                    |
| Србија (2010—)                                            |                       |                       |                       |                       |                       |                       |                       |                       |
| 2010.                                                     | 1. коло               | 23. место             | 3                     | 1                     | 0                     | 2                     | 2                     | 3                     |
| 2014.                                                     | Није се квалификовала | Није се квалификовала | Није се квалификовала | Није се квалификовала | Није се квалификовала | Није се квалификовала | Није се квалификовала | Није се квалификовала |
| 2018.                                                     | 1. коло               | 23. место             | 3                     | 1                     | 0                     | 2                     | 2                     | 4                     |
| 2022.                                                     | 1. коло               | 29. место             | 3                     | 0                     | 1                     | 2                     | 5                     | 8                     |
| Укупно                                                    | 13/22                 | 0 титуле              | 49                    | 18                    | 9                     | 22                    | 71                    | 71                    |

Напомене:
1 Није одигран меч за треће место, према званичном извештају ФИФЕ Краљевина Југославија је заузела 4. место.
2 Забрањено учешће због санкција

## Резултати репрезентације на Светским првенствима
| Светско Првенство                                 | Рунда                   | Противник        | Резултат | Исход    | Место              | Стрелци                                                            |
| ------------------------------------------------- | ----------------------- | ---------------- | -------- | -------- | ------------------ | ------------------------------------------------------------------ |
| 0 Краљевина Југославија (1930)                    |                         |                  |          |          |                    |                                                                    |
| 1930.                                             | Група 2.                | Бразил           | 2:1      | Победа   | Монтевидео         | Тирнанић, Бек                                                      |
| 1930.                                             | Група 2.                | Боливија         | 4:0      | Победа   | Монтевидео         | Бек (2), Марјановић, Вујадиновић                                   |
| 1930.                                             | Полуфинале              | Уругвај          | 1:6      | Пораз    | Монтевидео         | Вујадиновић                                                        |
| 0 СФРЈ (1950—1990)                                |                         |                  |          |          |                    |                                                                    |
| 1950.                                             | Група 1                 | Швајцарска       | 3:0      | Победа   | Бело Оризонте      | Митић, Томашевић, Огњанов                                          |
| 1950.                                             | Група 1                 | Мексико          | 4:1      | Победа   | Порто Алегре       | Бобек, Ж. Чајковски (2), Томашевић                                 |
| 1950.                                             | Група 1                 | Бразил           | 0:2      | Пораз    | Рио де Жанеиро     |                                                                    |
| 1954.                                             | Група 1                 | Француска        | 1:0      | Победа   | Лозана             | Милутиновић                                                        |
| 1954.                                             | Група 1                 | Бразил           | 1:1      | Нерешено | Лозана             | Зебец                                                              |
| 1954.                                             | Четвртфинале            | Западна Немачка  | 0:2      | Пораз    | Женева             |                                                                    |
| 1958.                                             | Група 2                 | Шкотска          | 1:1      | Нерешено | Вестерос           | Петаковић                                                          |
| 1958.                                             | Група 2                 | Француска        | 3:2      | Победа   | Вестерос           | Петаковић, Веселиновић (2)                                         |
| 1958.                                             | Група 2                 | Парагвај         | 3:3      | Нерешено | Ешилструна         | Огњановић, Веселиновић, Рајков                                     |
| 1958.                                             | Четвртфинале            | Западна Немачка  | 0:1      | Пораз    | Малме              |                                                                    |
| 1962.                                             | Група 1                 | Совјетски Савез  | 0:2      | Пораз    | Арика              |                                                                    |
| 1962.                                             | Група 1                 | Уругвај          | 3:1      | Победа   | Арика              | Скоблар, Галић, Јерковић                                           |
| 1962.                                             | Група 1                 | Колумбија        | 5:0      | Победа   | Арика              | Галић (2), Јерковић (2), Мелић                                     |
| 1962.                                             | Четвртфинале            | Западна Немачка  | 1:0      | Победа   | Сантијаго де Чиле  | Радаковић                                                          |
| 1962.                                             | Полуфинале              | Чехословачка     | 1:3      | Пораз    | Виња дел Мар       | Јерковић                                                           |
| 1962.                                             | Утакмица за треће место | Чиле             | 0:1      | Пораз    | Сантијаго де Чиле  |                                                                    |
| 1974.                                             | Група 2                 | Бразил           | 0:0      | Нерешено | Франкфурт на Мајни |                                                                    |
| 1974.                                             | Група 2                 | Заир             | 9:0      | Победа   | Гелзенкирхен       | Бајевић (3), Џајић, Шурјак, Каталински, Богићевић, Облак, Петковић |
| 1974.                                             | Група 2                 | Шкотска          | 1:1      | Нерешено | Франкфурт на Мајни | Караси                                                             |
| 1974.                                             | Група Б                 | Западна Немачка  | 0:2      | Пораз    | Диселдорф          |                                                                    |
| 1974.                                             | Група Б                 | Пољска           | 1:2      | Пораз    | Франкфурт на Мајни | Караси                                                             |
| 1974.                                             | Група Б                 | Шведска          | 1:2      | Пораз    | Диселдорф          | Шурјак                                                             |
| 1982.                                             | Група 5                 | Северна Ирска    | 0:0      | Нерешено | Сарагоса           |                                                                    |
| 1982.                                             | Група 5                 | Шпанија          | 1:2      | Пораз    | Валенсија          | Гудељ                                                              |
| 1982.                                             | Група 5                 | Хондурас         | 1:0      | Победа   | Сарагоса           | Петровић                                                           |
| 1990.                                             | Група Д                 | Западна Немачка  | 1:4      | Пораз    | Милано             | Јозић                                                              |
| 1990.                                             | Група Д                 | Колумбија        | 1:0      | Победа   | Болоња             | Јозић                                                              |
| 1990.                                             | Група Д                 | УАЕ              | 4:1      | Победа   | Болоња             | Сушић, Панчев (2), Просинечки                                      |
| 1990.                                             | Осмина финала           | Шпанија          | 2:1      | Победа   | Верона             | Стојковић (2)                                                      |
| 1990.                                             | Четвртфинале            | Аргентина        | 0:0      | Нерешено | Фиренца            |                                                                    |
| 0 СР Југославија и Србија и Црна Гора (1998—2006) |                         |                  |          |          |                    |                                                                    |
| 1998.                                             | Група Ф                 | Иран             | 1:0      | Победа   | Сент Етјен         | Михајловић                                                         |
| 1998.                                             | Група Ф                 | Немачка          | 2:2      | Нерешено | Ленс               | Мијатовић, Стојковић                                               |
| 1998.                                             | Група Ф                 | Сједињене Државе | 1:0      | Победа   | Нант               | Комљеновић                                                         |
| 1998.                                             | Осмина финала           | Холандија        | 1:2      | Пораз    | Тулуз              | Комљеновић                                                         |
| 2006.                                             | Група Ц                 | Холандија        | 0:1      | Пораз    | Лајпциг            |                                                                    |
| 2006.                                             | Група Ц                 | Аргентина        | 0:6      | Пораз    | Гелзенкирхен       |                                                                    |
| 2006.                                             | Група Ц                 | Обала Слоноваче  | 2:3      | Пораз    | Минхен             | Жигић, Илић                                                        |
| 0 Србија (2010—данас)                             |                         |                  |          |          |                    |                                                                    |
| 2010.                                             | Група Д                 | Гана             | 0:1      | Пораз    | Преторија          |                                                                    |
| 2010.                                             | Група Д                 | Немачка          | 1:0      | Победа   | Порт Елизабет      | Јовановић                                                          |
| 2010.                                             | Група Д                 | Аустралија       | 1:2      | Пораз    | Мбомбела           | Пантелић                                                           |
| 2018                                              | Група Е                 | Костарика        | 0:1      | Победа   | Самара             | Коларов                                                            |
| 2018                                              | Група Е                 | Швајцарска       | 1:2      | Пораз    | Калињинград        | Митровић                                                           |
| 2018                                              | Група Е                 | Бразил           | 0:2      | Пораз    | Москва             |                                                                    |
| 2022                                              | Група Г                 | Бразил           | 0:2      | Пораз    | Лусаил             |                                                                    |
| 2022                                              | Група Г                 | Камерун          | 3:3      | Нерешено | Вакра              | Павловић, С. Милинковић-Савић, А. Митровић                         |
| 2022                                              | Група Г                 | Швајцарска       | 2:3      | Пораз    | Доха               | А. Митровић, Влаховић                                              |